# Normalisierung (Tschechoslowakei)
Als Normalisierung (tschechisch normalizace, slowakisch normalizácia) wird in der Geschichte der Tschechoslowakei die Periode nach der gewaltsamen Niederschlagung des Prager Frühlings durch die Armeen des Warschauer Paktes im August 1968 bezeichnet.
Die Notwendigkeit einer „Normalisierung der Verhältnisse“ war zu Beginn dieser Ära die offizielle Begründung für repressive Maßnahmen, wie Erneuerung der Zensur, Auflösung von unabhängigen gesellschaftlichen und politischen Organisationen, die im Reformjahr 1968 entstanden waren, und „politische Säuberungen“ in der Kommunistischen Partei. Regimekritiker wurden verfolgt und inhaftiert. Es kam aber nicht zu politischen Schauprozessen mit Todesurteilen, wie es während des Stalinismus der 1950er Jahre der Fall war.
Im engeren Sinn wird mit „Normalisierung“ nur der Zeitraum bis zum XIV. Kongress der Kommunistischen Partei im Mai 1971 bezeichnet. Im erweiterten Sinn wird die gesamte zwanzigjährige Periode 1969 – 1989 so genannt, nämlich die Erhaltung des Status quo bis zum Sturz des kommunistischen Regimes.
Mit ihr verbindet sich die Vorstellung einer „bleiernen Zeit“, die geprägt war von Repressionen und verschärfter Kontrolle, einer allgemeinen „Ereignislosigkeit“, in der die unterdrückten oppositionellen Kreise kaum zur apathischen Mehrheitsgesellschaft vordrangen.
Eine indirekte Folge dieses Prozesses war die Stationierung der Zentralen Gruppe der Sowjetarmee auf tschechoslowakischem Gebiet. Der letzte sowjetische Soldat verließ das Land am 21. Juni 1991.

## Begriff
Der Begriff „Normalisierung“ stammt aus dem Moskauer Protokoll, das die tschechoslowakische Führung am 26. August 1968 unterschrieb. Das Parteidokument Lehren aus der krisenhaften Entwicklung fasst den Inhalt des Protokolls und die Ziele der Normalisierung so zusammen:

„In diesem Dokument drückten die tschechoslowakischen Führer ihre Entschlossenheit aus, die Lage in unserem Land auf der Grundlage des Marxismus-Leninismus zu normalisieren, die Führungsrolle der Partei und die Autorität der staatlichen Macht der Arbeiterklasse wiederherzustellen, die konterrevolutionäre Organisationen aus dem politischen Leben zu verbannen und die internationalen Beziehungen der ČSSR zur Sowjetunion und zu den anderen sozialistischen Verbündeten zu festigen. … Die Genossen Ludvík Svoboda, Gustáv Husák, Vasiľ Biľak und andere Genossen, die klare klasseninternationalistische Positionen einnehmen, waren von der tschechoslowakischen Seite aus aktiv an den positiven Ergebnissen der Moskauer Verhandlungen beteiligt.“

## Verlauf

### Entmachtung der Reformer, Rücknahme der Reformen (1969)

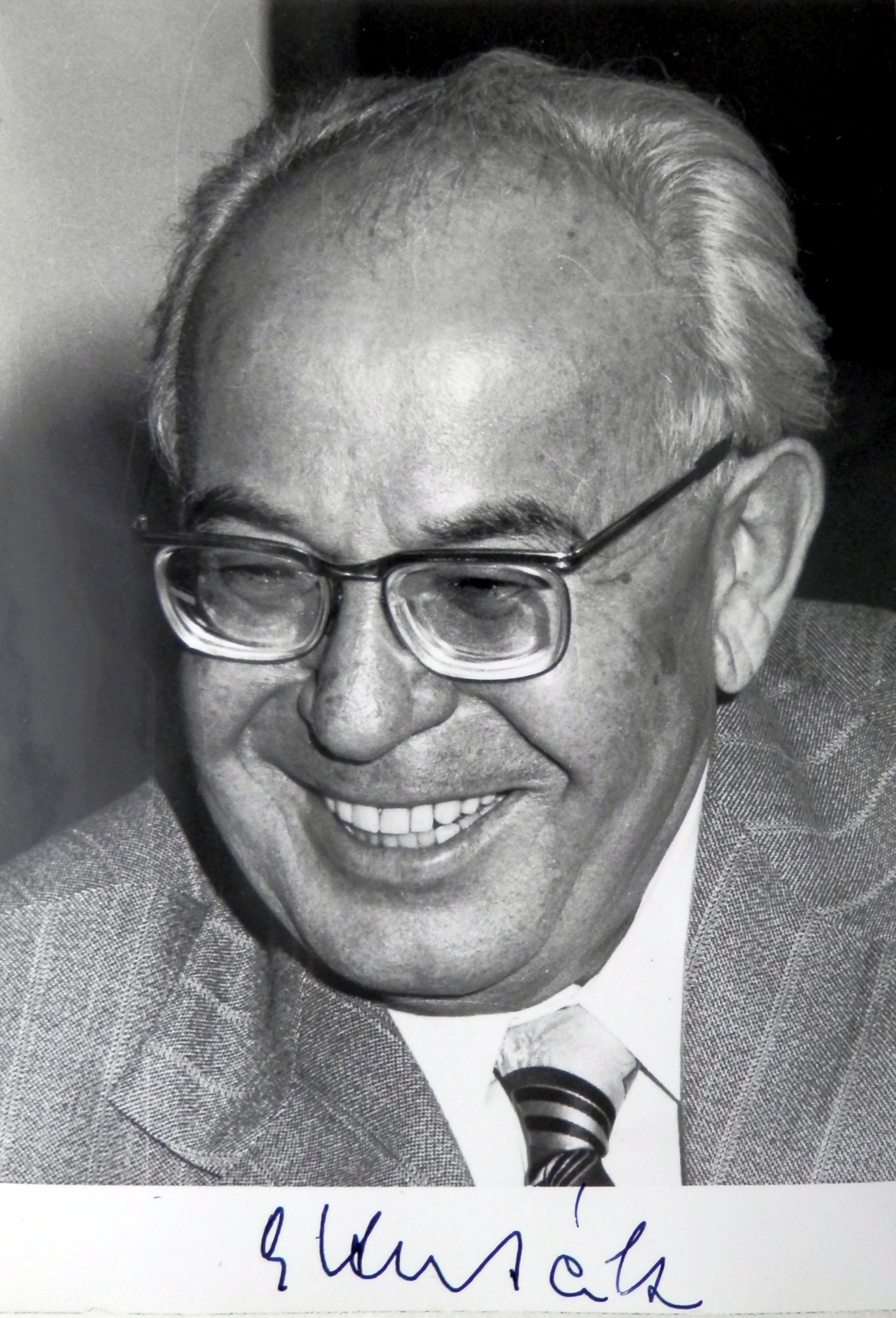
Gustáv Husák, das „Gesicht“ der Normalisierung

Die Unterzeichnung des Moskauer Protokolls am 26. August 1968 bedeutete die vollständige Kapitulation der tschechoslowakischen Reformkommunisten. Die sowjetische Parteiführung bestimmte fortan die politische und wirtschaftliche Entwicklung des Landes, ganz im Sinne der Breschnew-Doktrin, die einen eigenständigen Weg der Ostblock-Staaten zum Sozialismus nicht tolerierte. Viele Vertreter des Reformkurses blieben bis Ende 1968 in ihren Funktionen. Doch unter dem wachsenden Druck des moskautreuen neostalinistischen Parteiflügels mussten sie nach und nach ihre Positionen räumen.
Noch im Herbst 1968 wurde die Zensur wieder eingeführt und die Vereinigungs- und Versammlungsfreiheit aufgehoben. Große Enttäuschung in der Öffentlichkeit rief die „Vereinbarung über die vorläufige Stationierung sowjetischer Truppen auf dem Gebiet der ČSSR“, die mit dem „Zweck der Bekämpfung westdeutscher militärischer Kräfte“ begründet wurde, hervor. Die Nationalversammlung ratifizierte es am 16. Oktober 1968.
Weitreichende Personaländerungen an der Parteispitze brachte die Novembersitzung des Zentralkomitees. Hier setzte sich der neostalinistische Flügel weitgehend durch.
Anlass zu Personaländerungen in den staatlichen Institutionen gab die Föderalisierung des Staates. Am 27. Oktober 1968 entstanden zwei neue Gliederstaaten, die Tschechische sozialistische Republik und die Slowakische sozialistische Republik. Beide Republiken verzichteten auf einen Teil ihrer Kompetenzen zugunsten föderaler Organe. Die Reorganisation wurde bis zur untersten Ebene der Verwaltung durchgeführt. Dabei mussten etwa 18.000 gewählte Volksvertreter ihren Platz verlassen.
Den Vorwand für die wichtigste Personaländerung an der Parteispitze lieferten im März 1969 die Ausschreitungen nach dem Sieg der Tschechoslowakischen Eishockeynationalmannschaft über die Sowjetunion bei der Eishockey-Weltmeisterschaft in Stockholm. Der Sieg wurde auf den Straßen vieler Städte öffentlich gefeiert. In Prag verwüsteten Demonstranten das Büro der sowjetischen Fluggesellschaft Aeroflot auf dem Wenzelsplatz. Einige Ausschreitungen waren von der Staatssicherheit provoziert. Breschnew machte den Parteichef der KSČ Alexander Dubček für die antisowjetische Stimmung in der Gesellschaft verantwortlich. Im April 1969 musste Dubček zurücktreten. Die Führung der Partei übernahm Gustáv Husák, der sich dafür einige Tage vorher bei einem geheimen Treffen mit Breschnew dessen Unterstützung geholt hatte.
Als wesentliche Punkte wurden vereinbart: die „Reinigung“ der Partei und der Regierung, die „Säuberung“ des Gerichtswesens, einschneidende Veränderungen in der Armee und an den „theoretischen Instituten des ZK der KPČ“.

### Widerstand gegen die Normalisierung

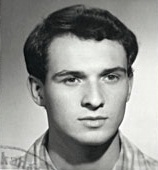
Jan Palach

Im Januar 1969 verbrannte sich der Student Jan Palach auf dem Wenzelsplatz in Prag. Er wollte gegen die Besetzung der Tschechoslowakei protestieren und die Bürger aufrütteln. Palachs Beerdigung Ende Januar wurde zu einer großen Kundgebung gegen die sowjetische Okkupation und Husáks Normalisierung. Am stillen Trauermarsch durch die Prager Innenstadt beteiligten sich mehrere Zehntausend Menschen.
Am 21. August 1969, dem ersten Jahrestag der sowjetischen Invasion, fanden in vielen Städten Massendemonstrationen gegen die Anwesenheit sowjetischer Truppen und gegen die Politik der Normalisierung statt. Polizei und Militär griffen hart durch, es gab mehrere Tote und einige Tausend Verhaftungen. Gleich am folgenden Tag verabschiedete die Föderalversammlung ein Gesetz über „einige Übergangsmaßnahmen zum Schutz der öffentlichen Ordnung“, das eine schnellere und schärfere Bestrafung von Personen ermöglichte, die „die sozialistische Gesellschaftsordnung verletzt haben“ und den blutigen Einsatz der Ordnungskräfte nachträglich legalisierte. Im Volksmund hieß es das „Gummiknüppel-Gesetz“ (tschechisch pendrekový zákon). Eine große Verbitterung in der Bevölkerung rief die Tatsache hervor, dass, im Unterschied zu der Invasion ein Jahr zuvor, es diesmal die eigenen Polizei- und Militäreinheiten waren, die zugeschlagen hatten. Enttäuschend war auch, dass neben Staatspräsident Ludvík Svoboda auch Parlamentsvorsitzender Alexander Dubček und Oldřich Černík als Regierungsvorsitzender dieses Gesetz unterschrieben. Sie hatten noch ein Jahr vorher zu den führenden Vertretern des „Sozialismus mit menschlichem Antlitz“ gezählt. Parteichef Husák überließ den drei früheren Reformpolitikern die Verantwortung, ohne sich selbst die Hände schmutzig zu machen.
Das Gesetz, das Dubček mitunterzeichnete, erlaubte es, Demonstranten zu verhaften und zu verurteilen, die unter seinem Namen auf die Straße gingen und protestierten.

## Auswirkungen
Die Aufarbeitung der politischen Vergangenheit kam zum Erliegen, und bald wurden die Opfer der stalinistischen Prozesse erneut verfemt. Auch die Zukunftsplanungen wurden angesichts der bewaffneten Intervention obsolet. An die umfassende Wirtschaftsreform Ota Šiks und an eine rechtsstaatliche Demokratie im Sinne von Zdeněk Mlynář war nicht mehr zu denken. Lediglich Radovan Richtas Konzept der »wissenschaftlich-technischen Revolution« lebte, allerdings ohne seine humanistischen Aspekte, unter autoritären Bedingungen weiter.
Die Reformprojekte in der kurzen Zeit der Frühjahrs- und Sommermonate des Prager Frühling zu Ende zu bringen war ein Ding der Unmöglichkeit. Die nichtkommunistischen Opfer der Justizverbrechen erhielten auch 1968 keine vollständige Anerkennung, die vielbeschworene Demokratisierung führte nicht einer verfassungsmäßig verankerten, rechtsstaatlichen Demokratie und viele der geplanten Wirtschaftsreformen blieben Stückwerk.

### Politische Säuberungen (1970–1971)

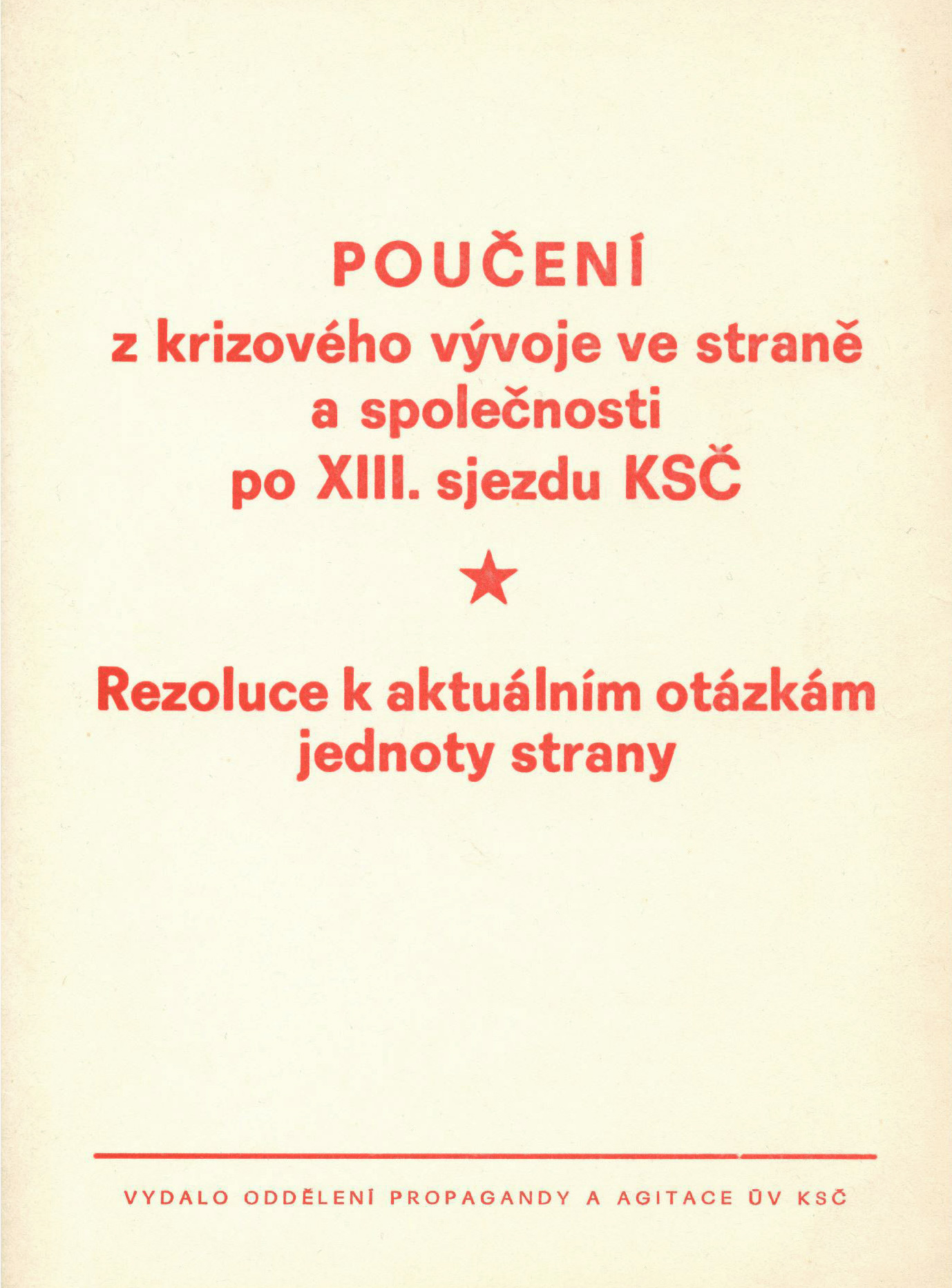
Propagandadokument der KSČ, Poučení z krizového vývoje (Lehren aus der krisenhaften Entwicklung)

Unmittelbar nach seiner Machtübernahme begann Husák mit der sogenannten „Konsolidierung der Verhältnisse in der Gesellschaft“. Sein Ziel war, die Alleinherrschaft der kommunistischen Partei wieder herzustellen, alle Reformgesetze des Jahres 1968 aufzuheben und die im Jahr 1968 entstandenen unabhängigen politischen und kulturellen Organisationen zu liquidieren. Husáks Führung begann mit rigorosen „Säuberungen“. Aus den Führungspositionen in den Massenmedien, in der Armee und Justiz, ebenso wie in den Hochschulen und Wissenschaftsinstitutionen wurden wirkliche oder vermeintliche Vertreter des Reformkurses nach und nach entfernt. Die Säuberungen fingen mit der obersten Führungsebene an und wurden dann auf alle Mitarbeiter in verantwortungsvollen Positionen ausgedehnt. Etwa ein Drittel der Rundfunk- und 70 % der Fernsehenmitarbeiter erhielten Kündigungen, etwa 90.000 Fachleute mussten die Hochschulen verlassen, sogar ganze Hochschulinstitute wurden geschlossen.
Anfang 1970 beschloss das Zentralkomitee der KSČ den Austausch von Parteiausweisen. Aus diesem Anlass mussten alle Mitglieder vor Kaderkommissionen erscheinen, die sich aus dem sogenannten „gesunden marxistisch-leninistischen Kern“ der Partei zusammensetzten. Um die Kaderprüfung zu bestehen, mussten die Mitglieder ihre Zustimmung zum Einmarsch der Warschauer-Pakt-Truppen und zu Husáks Politik der Normalisierung erklären.
Zentrale Rolle bei den Gesinnungsprüfungen spielten die Lehren aus der krisenhaften Entwicklung, ein Dokument, das die Partei im Dezember 1970 beschlossen hatte. Es postuliert, dass sich die Tschechoslowakei im Jahr 1968 in einer schweren Krise befand. Die Invasion der Truppen des Warschauer Paktes war eine „brüderliche Hilfe“ der sozialistischen Verbündeten gegen die drohende „Konterrevolution“. Wer seine Zustimmung zu diesem Dokument verweigerte, riskierte berufliche Nachteile, Verlust des Arbeitsplatzes oder weitere Sanktionen auch gegen seine Familienmitglieder. Es konnte z. B. bedeuten, dass den eigenen Kindern Zugang zu einer Hochschule verwehrt wurde. Gegen einige Regimegegner wurden politische Prozesse inszeniert, die aber nicht mehr wie in den 1950er Jahren mit Hinrichtungen endeten. Andere Oppositionelle standen unter geheimpolizeilichen Überwachung, wurden mit Berufsverboten belegt und durften nur niedrige Tätigkeiten ausüben.
Husáks Führung führte auch die staatliche Kontrolle über die Wirtschaft wieder ein. Unternehmen, die während der Reformperiode wirtschaftliche Unabhängigkeit erlangten, mussten sich wieder der zentralen staatlichen Steuerung unterwerfen und geplante Quoten erfüllen. Eine wichtige Rolle spielte in dieser Zeit die Abschottung der Tschechoslowakei gegenüber dem Ausland. Reisemöglichkeiten, insbesondere in das kapitalistische Ausland, wurden stark eingeschränkt. Auf dem Gebiet der Kultur und Wissenschaft kamen keine neuen Impulse aus dem Ausland mehr – Übersetzungen fremdsprachlicher Literatur wurden streng zensiert, Konzerte ausländischer Musikgruppen beschränkten sich meist auf Interpreten aus anderen sozialistischen Ländern.
Im Mai 1971 konnte Husák den Delegierten des XIV. Parteitages mitteilen, dass der Normalisierungsprozess erfolgreich abgeschlossen wurde und dass die Tschechoslowakei bereit war, weitere Schritte zum Aufbau des Sozialismus zu unternehmen.

### Emigration
Das Land erfasste eine große Exilwelle. Nach August 1968 emigrierten etwa 127.000 Bürger in den Westen, vorwiegend nach Deutschland und in die USA.
Nach anderen Schätzungen haben seit 1968 insgesamt 250.000 Bürger die Tschechoslowakische Sozialistische Republik verlassen. Sie sahen nach der Rücknahme der Reformen und dem Ende der Liberalisierung nun endgültig keine Zukunft mehr in der Heimat. Viele waren von Berufsverboten betroffen und in ihrer Existenz bedroht und verließen deswegen ihre Heimat. Anderen, die geflüchtet waren und im Ausland die Entwicklung abwarten wollten, kehrten nicht zurück und es wurde ihnen die tschechoslowakische Staatsbürgerschaft aberkannt.
Zu den bekanntesten Emigranten gehören Miloš Forman und Vojtěch Jasný.

### Erhalten des Status quo (1970er- und 1980er-Jahre)

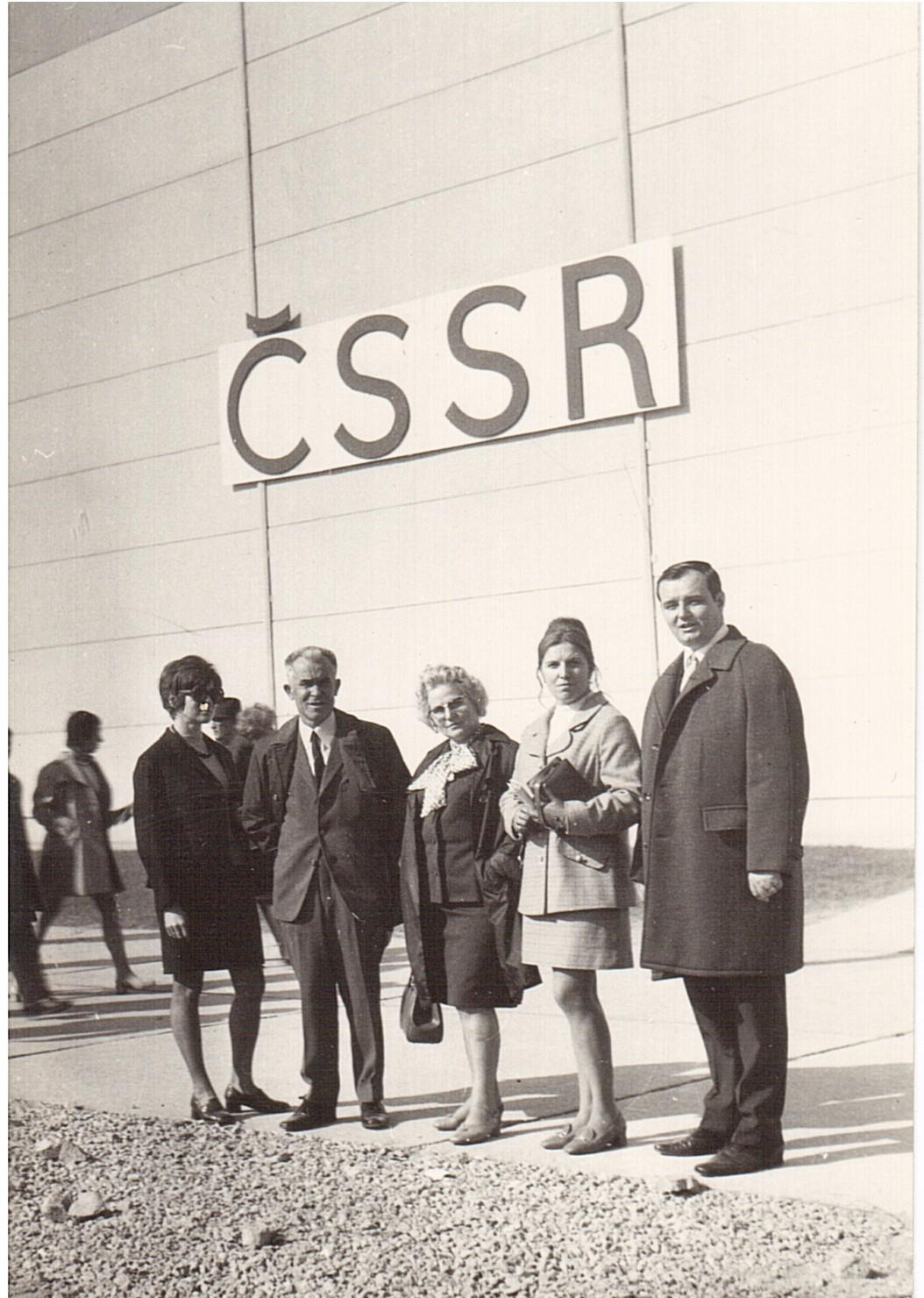
EXPO 1972 in Budapest, vor dem Pavillon der ČSSR

Fast zwei Jahrzehnte lang gelang es dem Regime, den Status quo in der Tschechoslowakei zu erhalten. Gustáv Husák konnte nahezu vollständig die Kontrolle der Kommunistischen Partei über die Gesellschaft wiederherstellen. Er versuchte, alle sowjetischen Vorgaben möglichst treu zu erfüllen. Durch Repressalien und Unterdrückung aller Opposition wollte er eine Wiederholung der Ereignisse von 1968 und damit ein neues militärisches Eingreifen der Sowjetunion verhindern. In diesen zwanzig Jahren gab es nur minimale personelle Änderungen in der Staatsführung. Husák selbst blieb an der Spitze der Partei bis 1987. Im Jahr 1975 übernahm er von Ludvík Svoboda auch das Amt des Staatspräsidenten.
Zu einer Stabilisierung des Regimes trug der moderate Wirtschaftsaufschwung der 1970er Jahre bei. Der private Wohlstand steigerte sich und so waren die Menschen eher bereit, die Beschränkungen ihrer persönlichen Freiheiten und die allgegenwärtige Überwachung hinzunehmen. Dem Regime reichte es aus, wenn die Bürger ihre Loyalität nur nach außen vortäuschten. Viele lebten deshalb ein Doppelleben und hatten zweierlei Meinung – eine offiziell und eine andere privat. „Diese schizophrene Dualität war zweifellos eines der bestimmenden Merkmale des Alltags der normalisierten Gesellschaft“. Sie führte zu einer Flucht ins Privatleben und zum allgemeinen Desinteresse am politischen Geschehen.
Im Januar 1977 erschien die Petition Charta 77. Zu ihren Verfassern und ersten Sprechern gehörten der Schriftsteller und spätere Präsident der Tschechoslowakei Václav Havel und der Philosoph Jan Patočka. Die Unterzeichner beriefen sich auf die Schlussakte von Helsinki, die auch die Tschechoslowakei unterschrieben hatte, und stellten die dort zugesagten Freiheiten der Realität gegenüber. Die Charta 77 machte auf Verletzungen der Menschenrechte in der Tschechoslowakei aufmerksam und entwickelte sich zu einer Sammlungsbewegung verschiedener oppositioneller Gruppen. Sie rief auch in der westlichen Presse eine große Resonanz hervor. Ihre Unterzeichner wurden schikaniert, verhaftet und mit Berufsverboten belegt. Václav Havel verbrachte einige Jahre im Gefängnis. Jan Patočka starb durch Misshandlungen der Polizei bei stundenlangen Verhören.
Eine wichtige Rolle spielten in dieser Zeit ausländische Radiosender, wie Radio Free Europe, Voice of America, BBC und Radio Vatikan, in denen oft auch tschechoslowakische Emigranten wirkten. Sie ermöglichten den Empfang von unzensierten Informationen aus dem Ausland. Der Staat versuchte, mit Störsendern dagegen vorzugehen. Auch mit Samisdat-Schriften konnten Informationen an der offiziellen Zensur vorbei verbreitet werden.
In den 1980er Jahren wurde das erstarrte neostalinistische System einem zunehmenden Druck von innen und von außen ausgesetzt. Die wirtschaftliche Situation im Land verschlechterte sich. Die staatlich kontrollierte Planwirtschaft war nicht mehr in der Lage, den wachsenden privaten Konsum zu befriedigen. Der technologische Rückstand gegenüber den westeuropäischen Nachbarn vergrößerte sich rapide. Ende der 1980er Jahre kam noch die veränderte außenpolitische Lage dazu, und im November 1989 fiel das kommunistische Regime.

### „Perestroika“ und Ende des Kommunismus
Die Wahl von Michail Gorbatschow zum Generalsekretär der KPdSU im Jahr 1985 war nicht nur ein Wendepunkt in der Geschichte der Sowjetunion, sie schwächte auch die Position der moskautreuen Kommunisten in der Tschechoslowakei. Seiner Politik der Perestroika und Glasnost begegnete die überalterte und zu Reformen unfähige tschechoslowakische Staatsführung mit Verunsicherung und Misstrauen. Sie fürchtete, der sowjetische Reformer könnte sich zum Vermächtnis des Jahres 1968 und zum „Sozialismus mit menschlichem Antlitz“ bekennen. Damit hätte sie ihre Legitimität verloren.
Ermuntert durch Gorbatschows Reformen und durch die Vorgänge in den benachbarten sozialistischen Ländern, wuchs in den Jahren 1988 und 1989 die Kritik an den wirtschaftlichen und politischen Zuständen in der Tschechoslowakei. Die Furcht von einer neuen militärischen Intervention der Sowjetunion nahm ab. Am 17. November 1989, dem 50. Jahrestag der Schließung der Hochschulen durch die Nazis, und im Gedenken an den Tod von Jan Opletal, fand in Albertov in Prag eine studentische Kundgebung statt. Viele Bürger schlossen sich an. Es kam zu spontanen Protesten gegen das kommunistische Regime und nach Ende der Veranstaltung zogen Tausende in Richtung Innenstadt. Die Demonstration wurde von der Polizei brutal niedergeschlagen. Dieses Datum gilt als der Anfang der sogenannten Samtenen Revolution.
An den folgenden Tagen fanden in Prag Großdemonstrationen mit mehreren Hunderttausend Teilnehmern statt. Für den 27. November wurde ein zweistündiger Generalstreik in allen größeren Städten der Tschechoslowakei ausgerufen, an dem sich etwa die Hälfte aller Arbeitnehmer beteiligte. Das kommunistische Regime konnte sich nicht mehr halten. Die bisherige Regierung trat zurück und am 29. Dezember wurde Václav Havel zum ersten nichtkommunistischen Präsidenten der Tschechoslowakei seit 1948 gewählt.